# 意大利战列舰列表

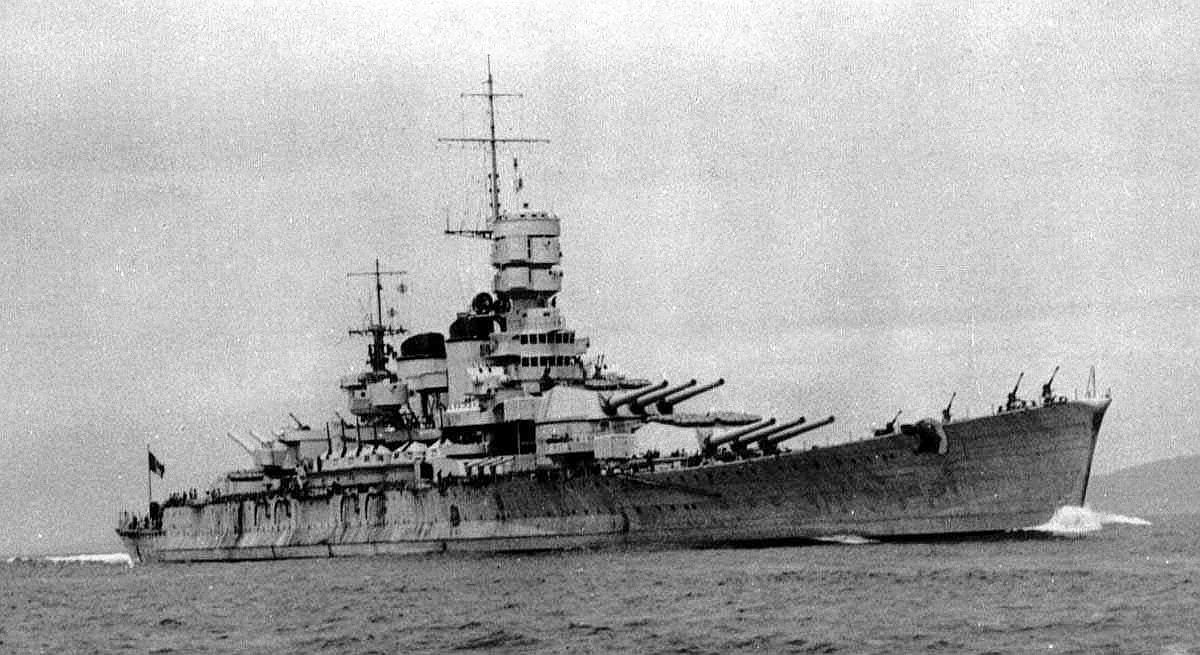
维托里奧·维内托级战列舰

自1890年代开始，意大利皇家海军开始建造一系列现代战列舰。相比于外国同类战列舰，早期意大利战列舰的设计方案尺寸更小，装甲更轻但速度更快。意大利第一个前无畏舰设计方案——海军上将圣邦级——在受到立法机构强加的预算限制下出台。两舰是由该舰级的同名人，西蒙那·帕科雷特·德·圣邦海军中将订购，然而设计上也受到在圣邦死后取代他成为海军部长的贝纳德通·伯林的影响。伯林后來主导设计玛格丽特皇后级。该级舰只比前一级更大，并打算挑战奥匈帝国当时正在建造的哈布斯堡级战列舰。然而伯林在施工过程中去世，由维托里奥·库尼伯蒂接手设计下一代小型前无畏舰——埃莉娜王后级。该级舰只在完工时是当时世界上航速最快的战列舰。这些舰只都在1911年至1912年间的意土战争活跃。由于奥斯曼帝国海军大部分舰只都坐困自己的港口里，这些舰只主要被用作为意大利地面部队提供炮火支援。
到1900年代早期埃莉娜王后级完成建造的时候，英国“无畏”号战列舰已经完工，后者革命性的设计使得之前所有战列舰都过时。因此，意大利海军需要新的无畏舰。这艘新战列舰名为“但丁·阿利格里”号，由埃德瓦多·马斯迪海军少将设计。意大利海军及后又建造两个舰级共5艘类似设计的战列舰：3艘加富尔伯爵级和2艘安德烈·多里亚级。在第一次世界大战期间，这6艘无畏舰组成意大利舰队的核心。意大利和奥匈两国海军都采取谨慎的舰队政策，都没有选择在重大交战中拿自己的主力舰冒险，因此，整个战争期间意大利都将主力部队留在港口内，没有参与实质性的战斗。尽管如此，无畏舰“利奥纳多·达·芬奇”号还是在1916年8月的一次弹药库爆炸中被毁。而前无畏舰“贝纳德通·伯林”号也在1915年9月的一次舰内爆炸中被摧毁，她的姊妹舰“玛格丽特皇后”号则是在1916年12月被一枚德国水雷炸沉。战争结束后，残存的“海军上将圣邦”号以及埃莉娜王后级战列舰都被废弃。
在两次世界大战之间，意大利海军和其他主要海军强国都受到《华盛顿海军条约》的限制，该条约允许意大利海军与法国海军平起平坐。意大利有70,000长吨（71,000公吨）的战列舰吨位可供新舰使用，但是在1920年代，由于严重的预算问题以及避免与法国进行海军武装竞赛，它们避免新舰的建造。这些财政限制也迫使意大利人在1928年拆解“但丁·阿利格里”号。尽管如此，意大利海军仍决定在1930年代初利用其多余的吨位，结果造出4艘利托里奥级战列舰。其中两艘在第二次世界大战早期完成，在北非战役期间被广泛用于护送部队。三号舰“罗马”号于1942年完工，但在1943年9月意大利向盟军投降时，被德国无线电遥控炸弹击沉。四号舰“帝国”号则从未完工，反而被美国轰炸机击沉，并在战争结束后拆解。两艘幸存的舰只，“利托里奥”号和“维托里奥·维内托”号，被交给盟军，后来被拆解。幸存的加富尔伯爵级中，“加富尔伯爵”号在战争结束后被拆解，“朱利奥·恺撒”号作为战争赔款交给苏联海军。只有两艘安德烈·多里亚级战列舰在战后依然在意大利军队服役相当长时间。但这两艘战舰都作为训练舰服役，直到1950年代中期，她们也都被当作废品出售并拆解。
| 武装     | 主要武器的数量和类型                               |
| 装甲     | 装甲带的厚度                                       |
| 排水量   | 作战时舰只满载排水量                               |
| 推进器   | 轴的数量，推进系统的类型，以及产生的最高速度和马力 |
| 服役     | 舰只开建和结束建造的日期以及其最终结局             |
| 龙骨敷设 | 开始安放龙骨的日期                                 |
| 交付日期 | 舰只交付使用的日期                                 |
| 结局     | 舰只最终结局（例如沉没、拆解）                     |

## 前无畏舰

### 圣邦将军级

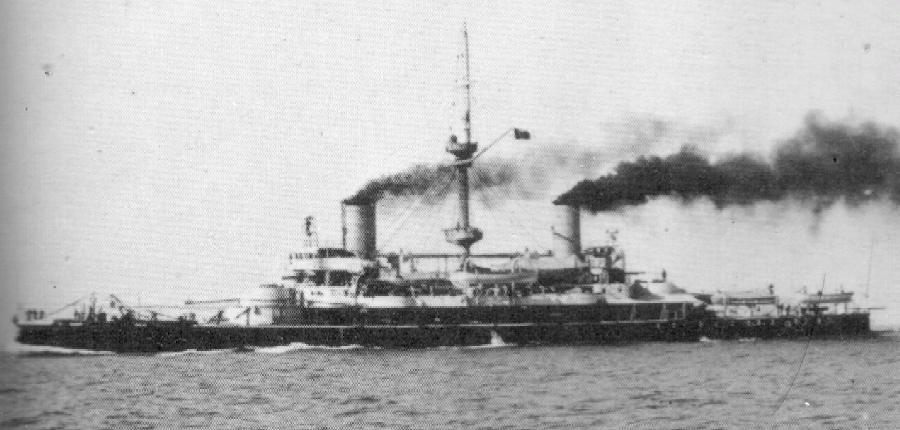
航行中的“海军上将圣邦”号

由于意大利政府的限制和海军设计人员对于应该建造什么样的战舰一直犹豫不决，意大利第一款现代战舰圣邦将军级战舰比同时代其他国家同类战舰都要小。她们是在西蒙那·帕科雷特·德·圣邦海军中将和贝纳德通·伯林的监督下设计。最终，这些舰只因尺寸偏小、主炮威力薄弱和航速慢，而成为低效的主力舰，因她们武装不够强大，不足以与外国战列舰交战，航速也不足以追上巡洋舰。
两舰在服役生涯早期都曾在现役分舰队中服役，并参加1911年至1912年间的意土战争。在战争中她们参与意大利在北非和罗得岛的攻势，但没有与奥斯曼帝国舰队正面战斗。第一次世界大战爆发后，她们被转为港口防御舰只，并在威尼斯度过这场大战。两舰在一战结束后不久就被废弃，最终于1920年除籍。
| 舰名                       | 武装                 | 装甲           | 排水量                   | 推进器                                                                                 | 服役          | 服役          | 服役       |
| 舰名                       | 武装                 | 装甲           | 排水量                   | 推进器                                                                                 | 龙骨敷设      | 交付日期      | 结局       |
| -------------------------- | -------------------- | -------------- | ------------------------ | -------------------------------------------------------------------------------------- | ------------- | ------------- | ---------- |
| “海军上将圣邦”号 （）      | 4门10英寸（254）舰炮 | 9.8英寸（249） | 10,531長噸（10,700公噸） | 2轴，2台三涨式发动机，14,000匹指示馬力（10,400千瓦特），18節（33每小時；21英里每小時） | 1893年7月18日 | 1901年5月24日 | 1920年拆解 |
| “伊曼纽尔·费利伯图”号 （） | 4门10英寸（254）舰炮 | 9.8英寸（249） | 9,940長噸（10,100公噸）  | 2轴，2台三涨式发动机，14,000匹指示馬力（10,400千瓦特），18節（33每小時；21英里每小時） | 1893年10月5日 | 1902年4月16日 | 1920年拆解 |

### 玛格丽特皇后级

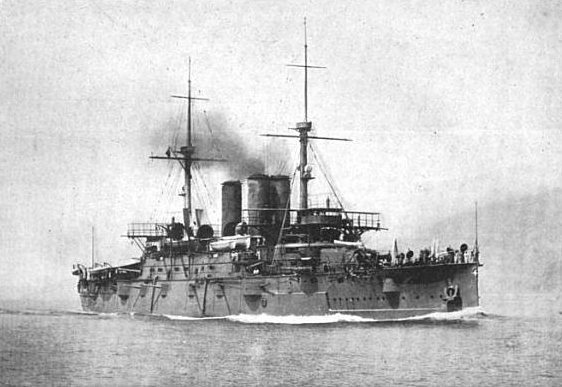
1904年海试中的“玛格丽特皇后”号

意大利海军主力舰建造的设计模式摸索实验延续到玛格丽特皇后级。圣邦将军级的负面经验说服贝纳德通·伯林领导的建造者们去设计一款更大，可以与外国对手交战的战舰。新舰级是专门设计来对抗奥匈帝国海军旗下新造的哈布斯堡级战列舰。为此，这款舰只装备12英寸（305毫米）舰炮，这种舰炮已成为当时大多数前无畏舰的标准配备。正如当时典型意大利的主力舰，本舰级的装甲保护较少，以确保高航速。由于伯林在建造过程中去世，意大利海军就以他的名字命名该级的二号舰。
两舰也在意土战争中表现活跃，与舰队的第三中队的圣邦将军级并驾齐驱。“贝纳德通·伯林”号参加1911年10月对的黎波里的袭击，两舰都参与在爱琴海东部夺取罗得岛的行动。“玛格丽特皇后”级由于第一次世界大战的爆发而变得落伍，并被降格为训练舰。两舰均在战争中损失。其中“贝纳德通·伯林”号于1915年9月27日在布林迪西因舰内弹药库爆炸而被毁，“玛格丽特皇后”号于1916年12月在发罗纳被德国潜艇布设的水雷击沉。
| 舰名                   | 武装                 | 装甲         | 排水量                   | 推进器                                                                               | 服役           | 服役          | 服役             |
| 舰名                   | 武装                 | 装甲         | 排水量                   | 推进器                                                                               | 龙骨敷设       | 交付日期      | 结局             |
| ---------------------- | -------------------- | ------------ | ------------------------ | ------------------------------------------------------------------------------------ | -------------- | ------------- | ---------------- |
| “玛格丽特皇后”号 （）  | 4门12英寸（305）舰炮 | 6英寸（152） | 14,093長噸（14,319公噸） | 2轴，2台三胀式引擎，20,000匹指示馬力（15,000千瓦特）, 20節（37每小時；23英里每小時） | 1898年11月20日 | 1904年4月14日 | 1916年被水雷击沉 |
| “贝纳德通·伯林”号 （） | 4门12英寸（305）舰炮 | 6英寸（152） | 14,737長噸（14,973公噸） | 2轴，2台三胀式引擎，20,000匹指示馬力（15,000千瓦特）, 20節（37每小時；23英里每小時） | 1899年1月30日  | 1905年9月1日  | 1915年被炸毁     |

### 埃莉娜王后级
意大利最后一级的前无畏舰是由船舶設計師维托里奥·库尼伯蒂设计，他所预见的第一艘“全装重型火炮”（All-Big-Gun）战列舰设计将很快使埃莉娜王后级落伍。本级舰只在武装设计上牺牲2门12英寸主炮，以换取强大的12门8英寸（203毫米）副炮组。她们的高航速——是当时建造的所有战列舰中最快的，即便是革命性的涡轮动力的“无畏”号战列舰——使她们同样能与巡洋舰交战。
4舰都在意土战争期间服役于意大利舰队的第一中队，是北非和地中海东部作战的主力。第一次世界大战期间，这些舰只主要驻扎在布林迪西、塔兰托和发罗纳。由于意大利和奥匈海军采取谨慎的舰队政策，这些舰只在战争期间没有采取任何攻击行动。战争结束后，这些舰只在意大利舰队中继续服役多几年，但到1927年，这些舰只前后都被废弃和拆解。
| 舰名                       | 武装                 | 装甲           | 排水量                   | 推进器                                                                               | 服役           | 服役           | 服役       |
| 舰名                       | 武装                 | 装甲           | 排水量                   | 推进器                                                                               | 龙骨敷设       | 交付日期       | 结局       |
| -------------------------- | -------------------- | -------------- | ------------------------ | ------------------------------------------------------------------------------------ | -------------- | -------------- | ---------- |
| “埃莉娜王后”号 （）        | 2门12英寸（305）舰炮 | 9.8英寸（249） | 13,914長噸（14,137公噸） | 2轴，2台三胀式引擎，20,000匹指示馬力（15,000千瓦特），22節（41每小時；25英里每小時） | 1901年3月27日  | 1907年9月11日  | 1923年拆解 |
| “维多利奥·伊曼纽尔”号 （） | 2门12英寸（305）舰炮 | 9.8英寸（249） | 13,914長噸（14,137公噸） | 2轴，2台三胀式引擎，20,000匹指示馬力（15,000千瓦特），22節（41每小時；25英里每小時） | 1901年9月18日  | 1908年8月1日   | 1923年拆解 |
| “罗马”号 （）              | 2门12英寸（305）舰炮 | 9.8英寸（249） | 13,914長噸（14,137公噸） | 2轴，2台三胀式引擎，20,000匹指示馬力（15,000千瓦特），22節（41每小時；25英里每小時） | 1903年9月20日  | 1908年12月17日 | 1927年拆解 |
| “那波利”号 （）            | 2门12英寸（305）舰炮 | 9.8英寸（249） | 13,914長噸（14,137公噸） | 2轴，2台三胀式引擎，20,000匹指示馬力（15,000千瓦特），22節（41每小時；25英里每小時） | 1903年10月21日 | 1908年9月1日   | 1926年拆解 |

## 无畏舰

### 但丁·阿利格里号

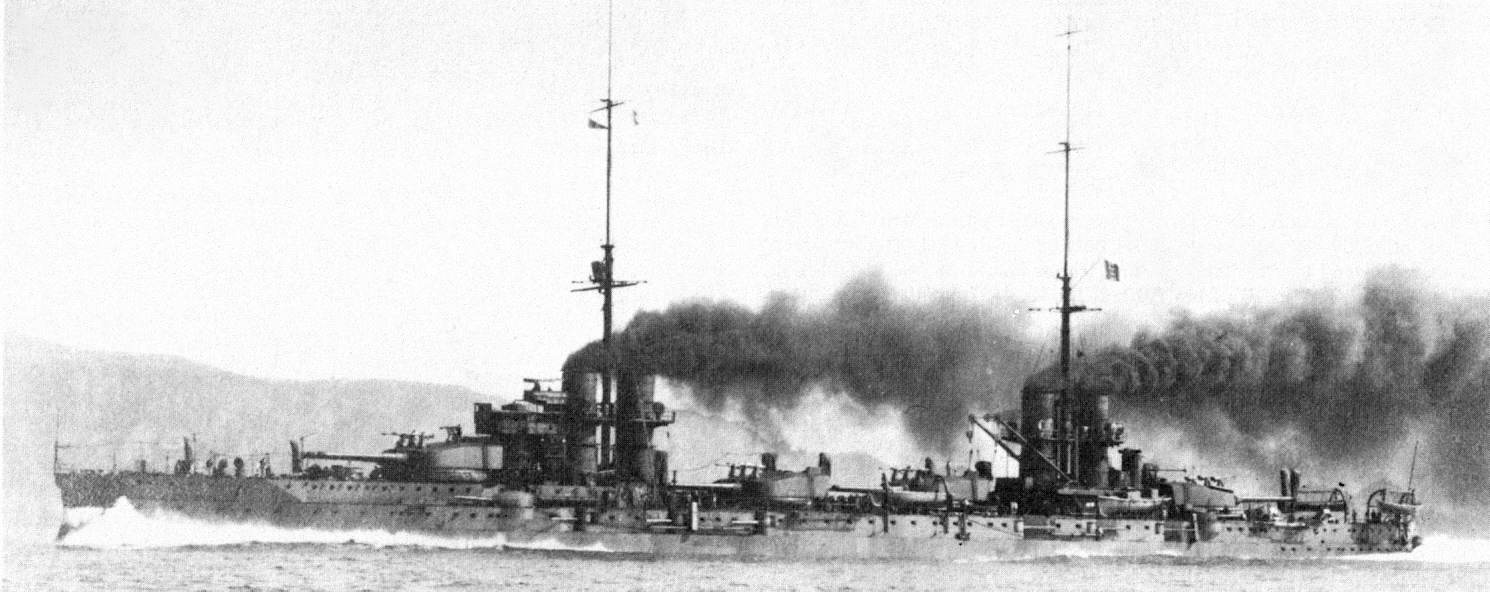
高速航行的“但丁·阿利格里”号

“但丁·阿利格里”号是意大利海军建造的第一艘无畏舰，由埃德瓦多·马斯迪海军少将设计。当时库尼伯蒂呼吁用重型火炮来强调战列舰的侧舷射击能力，因此在舰中轴线安装四座12英寸的三联装炮塔。这使所有12门主炮都可以侧舷齐射，而第一代英国无畏舰只能8门主炮侧舷齐射。“但丁·阿利格里”号是第一艘安装三联装炮塔的战列舰，然而最早完成这种设计却是奥匈帝国的“联合之力”号战列舰。
本舰的服役生涯非常短暂。第一次世界大战爆发时，她是驻扎在塔兰托的第一战列分舰队的旗舰。但由于意大利海军采取的克制政策，“但丁·阿利格里”号和意大利舰队的其他战列舰没有采取任何攻击行动。战后的财政限制迫使海军拆解该舰，以减少海军预算。因此，该舰于1928年7月1日被除籍并出售拆解。
| 舰名                   | 武装                  | 装甲          | 排水量                   | 推进器                                                                                          | 服役         | 服役          | 服役       |
| 舰名                   | 武装                  | 装甲          | 排水量                   | 推进器                                                                                          | 龙骨敷设     | 交付日期      | 结局       |
| ---------------------- | --------------------- | ------------- | ------------------------ | ----------------------------------------------------------------------------------------------- | ------------ | ------------- | ---------- |
| “但丁·阿利格里”号 （） | 12门12英寸（305）舰炮 | 10英寸（254） | 21,600長噸（21,947公噸） | 4轴，4台齿轮传动涡轮机，32,190匹軸馬力（24,000千瓦特），22.83節（42.28每小時；26.27英里每小時） | 1909年6月6日 | 1913年1月15日 | 1928年拆解 |

### 加富尔伯爵级

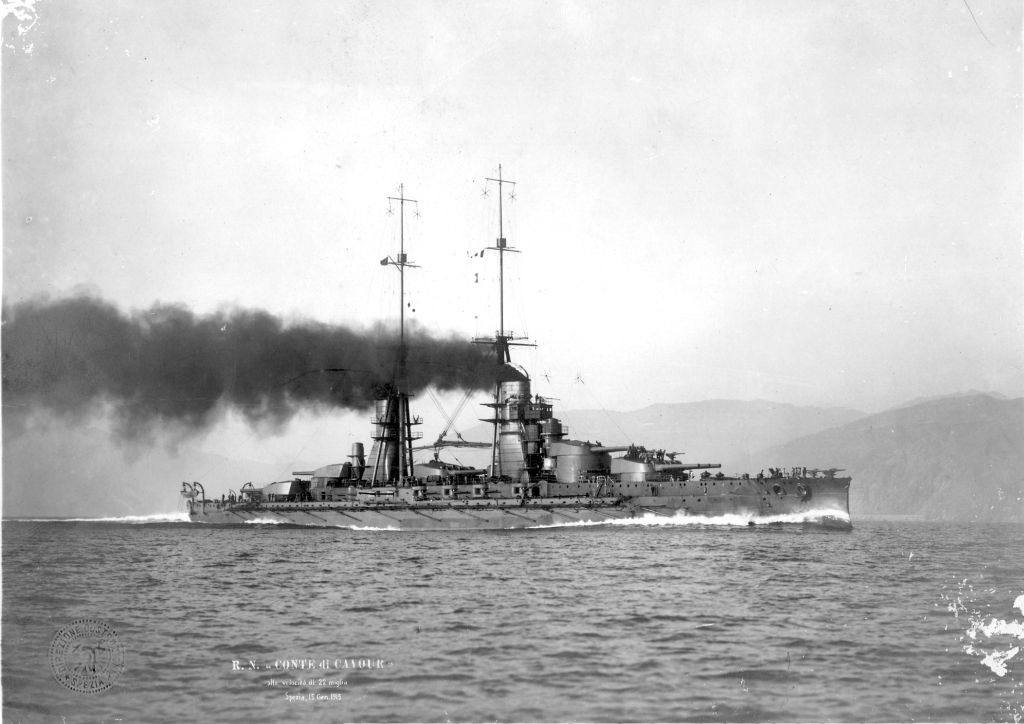
改建前的“加富尔伯爵”号

意大利第二代无畏舰的首个设计——加富尔伯爵级也是由埃德瓦多·马斯迪设计。她们是响应法国孤拔级战列舰的下水而订购。本级设计上弥补许多以前设计的缺陷。最重要的改进是对主炮组进行显着而有效的设置规划。最终设计中，10门主炮分別被安排在舰艏艉各一座双联装和一座三联装炮塔中，並采取“背负式配置”，而第三座三联装炮塔置于舰舯。所有13门主炮都可以侧舷齐射，大部分舰炮的射击弧度也都有显著的改善。
第一次世界大战期间，3舰的服役生涯受到限制，没有参加过实际战斗。1916年8月2日或3日的夜晚，“利奥纳多·达·芬奇”号因舰体内部爆炸而沉没。她在1919年被打捞出水。海军曾计划对她进行修复和现代化改造，但由于缺乏足够资金，最终于1923年将她卖掉。另两艘幸存下来的舰只在1930年代中期被大规模改建，并且都在第二次世界大战中投入战斗。1940年11月11日或12日夜间，两舰在塔兰托战役遭到英国鱼雷轰炸机攻击。1943年9月意大利投降时，“加富尔伯爵”号受损严重，还没有得到完全修复。与此同时，“朱利奥·恺撒”号却毫发无损，分别于1940年11月和1941年12月参加斯巴提芬托角海战和第一次苏尔特海战。战争结束后，“加富尔伯爵”号被拆解，“朱利奥·恺撒”号则向苏联投降，重新命名为“新罗西斯克”号，最终在1955年10月被一枚二战遗留下来的德国老式水雷击沉。她的残骸后来在1957年被打捞上来，之后被拆解。
| 舰名                      | 武装                  | 装甲          | 排水量                   | 推进器                                                                                          | 服役          | 服役          | 服役                 |
| 舰名                      | 武装                  | 装甲          | 排水量                   | 推进器                                                                                          | 龙骨敷设      | 交付日期      | 结局                 |
| ------------------------- | --------------------- | ------------- | ------------------------ | ----------------------------------------------------------------------------------------------- | ------------- | ------------- | -------------------- |
| “加富尔伯爵”号 （）       | 13门12英寸（305）舰炮 | 10英寸（254） | 24,250長噸（24,639公噸） | 4轴，4台齿轮传动涡轮机，31,278匹軸馬力（23,324千瓦特），22.2節（41.1每小時；25.5英里每小時）    | 1910年8月10日 | 1915年4月1日  | 1947年至1952年间拆解 |
| “朱利奥·恺撒”号 （）      | 13门12英寸（305）舰炮 | 10英寸（254） | 24,801長噸（25,199公噸） | 4轴，4台齿轮传动涡轮机，30,700匹軸馬力（22,900千瓦特），21.56節（39.93每小時；24.81英里每小時） | 1910年6月24日 | 1914年5月14日 | 1948年割让给苏联     |
| “利奥纳多·达·芬奇”号 （） | 13门12英寸（305）舰炮 | 10英寸（254） | 24,677長噸（25,073公噸） | 4轴，4台齿轮传动涡轮机，32,300匹軸馬力（24,100千瓦特），21.6節（40.0每小時；24.9英里每小時）    | 1910年7月18日 | 1914年5月17日 | 1916年沉没           |

### 安德烈·多里亚级

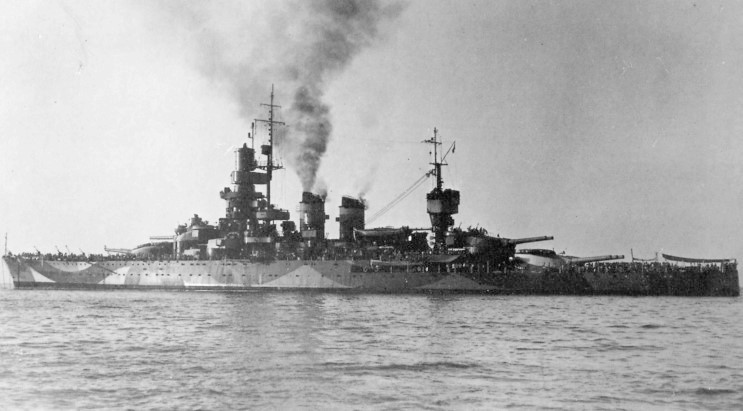
1937年改建后的“安德烈·多里亚”号

安德烈·多里亚级是由朱塞佩·瓦尔塞奇海军中将负责设计。本舰级包括两艘舰只——安德烈·多里亚号和卡欧·杜里奥号。设计方案是在加富尔伯爵级的基础上作出一些小的改动。两舰是为了响应法国布列塔尼级战列舰而订购。与加富尔伯爵级一样，两艘安德烈·多利亚级战列舰在1930年代末也沿着类似的路线进行显著的现代化改造：中央炮塔被拆除，推进系统被更高效的引擎所取代，副炮被新的舰炮炮塔所取代。
1916年，两舰开始服役，并在第一次世界大战期间与其他主力舰队驻扎在塔兰托。1923年，两舰都卷入科孚事件。意大利加入第二次世界大战后，两舰的现代化改建也完成。“卡欧·杜里奥”号在塔兰托战役中受损，而“安德烈·多里亚”号没有受伤。两舰都参加第一次苏尔特海战，但只有“安德烈·多利亚”号与英军部队交战。两舰在战争结束后幸存下来，是盟军在战争结束后允许意大利保留的战列舰。两舰又在意大利海军服役十年，直到1950年代中期被废弃。
| 舰名                   | 武装                  | 装甲          | 排水量                   | 推进器                                                                                 | 服役          | 服役          | 服役       |
| 舰名                   | 武装                  | 装甲          | 排水量                   | 推进器                                                                                 | 龙骨敷设      | 交付日期      | 结局       |
| ---------------------- | --------------------- | ------------- | ------------------------ | -------------------------------------------------------------------------------------- | ------------- | ------------- | ---------- |
| “安德烈·多里亚”号 （） | 13门12英寸（305）舰炮 | 10英寸（254） | 24,729長噸（25,126公噸） | 4轴，4台齿轮传动涡轮机，30,000匹軸馬力（22,000千瓦特），21節（39每小時；24英里每小時） | 1912年3月24日 | 1916年3月13日 | 1956年拆解 |
| “卡欧·杜里奥”号 （）   | 13门12英寸（305）舰炮 | 10英寸（254） | 24,715長噸（25,112公噸） | 4轴，4台齿轮传动涡轮机，30,000匹軸馬力（22,000千瓦特），21節（39每小時；24英里每小時） | 1912年2月24日 | 1915年5月10日 | 1956年拆解 |

## 超无畏舰

### 弗朗切斯科·卡拉乔洛级

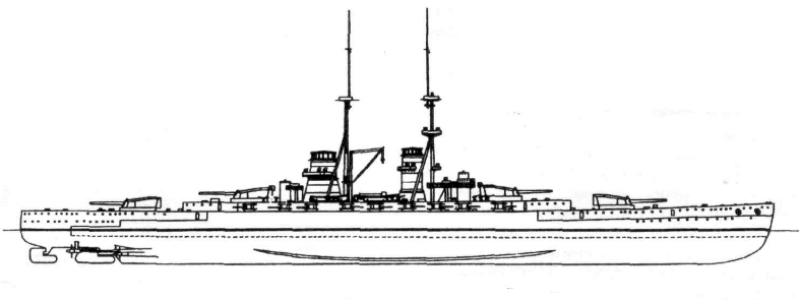
弗朗切斯科·卡拉乔洛级的线稿图

弗朗切斯科·卡拉乔洛级从质量上代表着意大利战列舰设计思路的一个重大进步。这一舰级的设计是由埃德瓦多·费拉蒂海军少将完成，目的是为了与最新的外国战列舰，比如英国的伊丽莎白女王级相匹敌。新战列舰配备8门15英寸（381）舰炮，最高航速达28节（52公里/小时，32英里/小时），比当时任何战列舰设计都要快。弗朗切斯科·卡拉乔洛级是在1914年订购，首舰于同年开建，其他3舰在1915年开建。1915年5月意大利参加第一次世界大战后，由于资源被转移到更紧迫的需求上，工程速度大大放缓。到1916年3月，造舰工程完全停止。1915年开建的舰只在战争结束后不久就拆解。1919年，意大利海军曾考虑将“弗朗切斯科·卡拉乔洛”号改建为一艘类似于英国“百眼巨人”号一样的航空母舰，或者作为一艘水上飞机母舰。但是对于资金短缺的意大利海军来说，这两项提议都太昂贵。最终，她在1926年被拆解。
| 舰名                         | 武装                 | 装甲                | 排水量                   | 推进器                                                                                  | 服役           | 服役     | 服役       |
| 舰名                         | 武装                 | 装甲                | 排水量                   | 推进器                                                                                  | 龙骨敷设       | 交付日期 | 结局       |
| ---------------------------- | -------------------- | ------------------- | ------------------------ | --------------------------------------------------------------------------------------- | -------------- | -------- | ---------- |
| “弗朗切斯科·卡拉乔洛”号 （） | 8门15英寸（381）舰炮 | 11.875英寸（301.6） | 34,000長噸（34,546公噸） | 4轴，4台齿轮传动涡轮机，105,000匹軸馬力（78,000千瓦特），28節（52每小時；32英里每小時） | 1914年10月16日 | ー       | 1926年拆解 |
| “克里斯托法罗·哥伦波”号 （） | 8门15英寸（381）舰炮 | 11.875英寸（301.6） | 34,000長噸（34,546公噸） | 4轴，4台齿轮传动涡轮机，105,000匹軸馬力（78,000千瓦特），28節（52每小時；32英里每小時） | 1915年3月14日  | ー       | 1921年拆解 |
| “马坎托尼奥·科罗纳”号 （）   | 8门15英寸（381）舰炮 | 11.875英寸（301.6） | 34,000長噸（34,546公噸） | 4轴，4台齿轮传动涡轮机，105,000匹軸馬力（78,000千瓦特），28節（52每小時；32英里每小時） | 1915年3月3日   | ー       | 1921年拆解 |
| “弗朗切斯科·莫罗西尼”号 （） | 8门15英寸（381）舰炮 | 11.875英寸（301.6） | 34,000長噸（34,546公噸） | 4轴，4台齿轮传动涡轮机，105,000匹軸馬力（78,000千瓦特），28節（52每小時；32英里每小時） | 1915年6月27日  | ー       | 1921年拆解 |

## 高速战列舰

### 利托里奥级

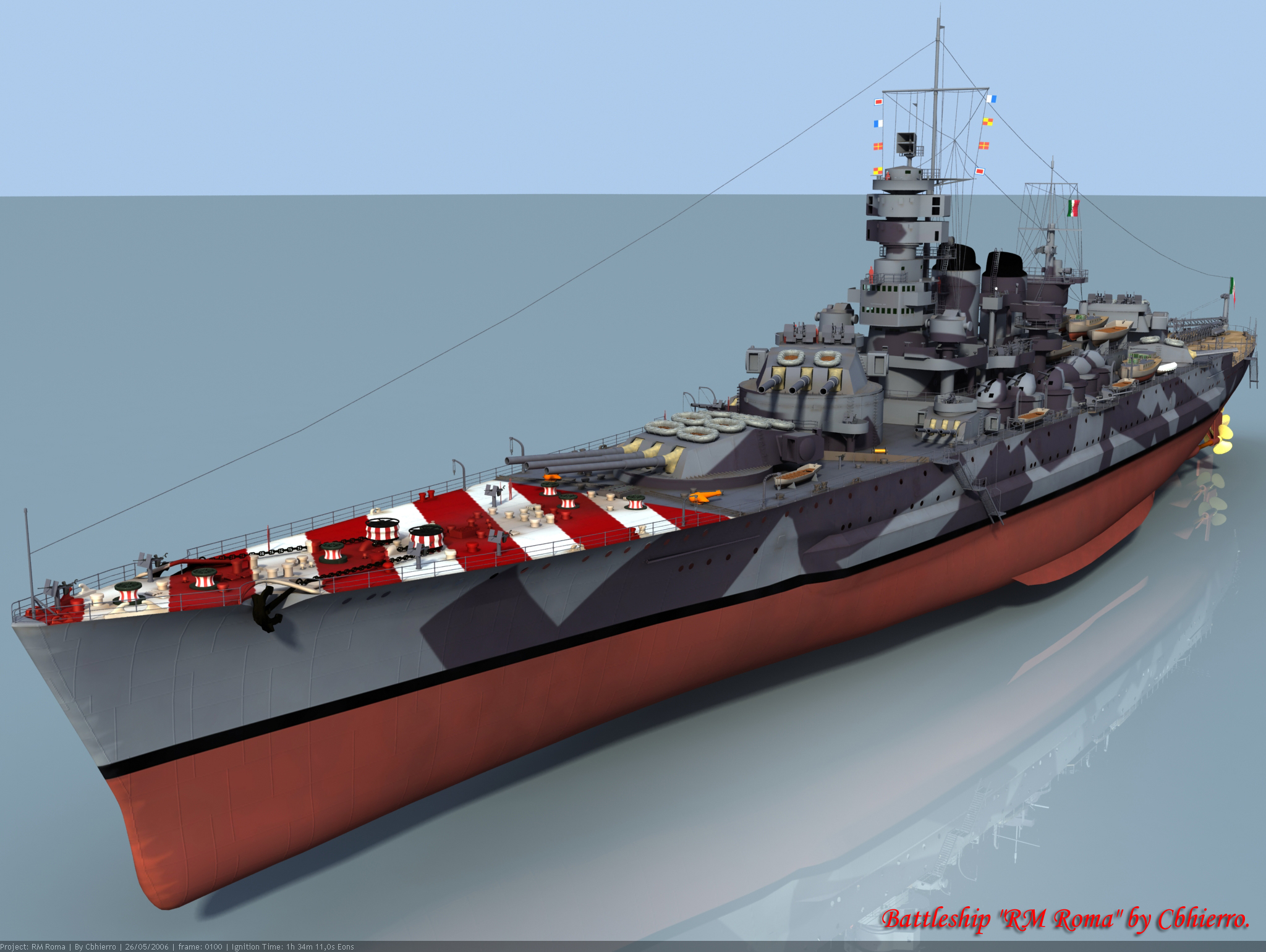
“罗马”号的CG渲染图

意大利海军最后一批战列舰是利托里奥级。本级舰只的重量都超过40,000长吨（41,000公吨）的标准排水量，违反1922年《华盛顿海军条约》的海军武器限制条款。这些舰只装备9门15英寸舰炮，配备3座三联装炮塔，并配备一套由翁贝托·普列赛设计的新型水下保护系统。“利托里奥”号和“维托里奥·维内托”号建于1934年，1940年初完工。“罗马”号和“帝国”号建于1938年。“罗马”号建成于1942年中期，而“帝国”号则没有建成。
1940年8月，意大利加入第二次世界大战后不久，“利托里奥”号和“维托里奥·维内托”号开始服役。“利托里奥”号在1940年11月对塔兰托的空袭中遭到严重破坏，修复工作一直持续到1941年3月。“维托里奥·维内托”号未受损伤，当月晚些时候参加斯巴提芬托角海战。1941年3月，她在无结果的马塔潘角海战中被英国鱼雷轰炸机空袭受损。两舰分别于1942年1月和3月参加第一次和第二次苏尔特海战。1942年年底，“罗马”号正式服役，并取代“利托里奥”号成为舰队的旗舰。1943年7月贝尼托·墨索里尼下台后，“利托里奥”号被重新命名为“意大利”号。1943年9月意大利投降期间，“罗马”号被两枚弗里茨 X制导滑翔炸弹击中，她的弹药库发生巨大爆炸，导致她迅速沉没。“意大利”号也被一枚弗里茨 X击中，损坏严重。在战后双方签订的和平协议中，美国和英国分别接收“意大利”号和“维托里奥·维内托”号。两舰在1940年代末被拆解，未建成的“帝国”号也是如此。
| 舰名                         | 武装                 | 装甲          | 排水量                   | 推进器                                                                                  | 服役           | 服役          | 服役                 |
| 舰名                         | 武装                 | 装甲          | 排水量                   | 推进器                                                                                  | 龙骨敷设       | 交付日期      | 结局                 |
| ---------------------------- | -------------------- | ------------- | ------------------------ | --------------------------------------------------------------------------------------- | -------------- | ------------- | -------------------- |
| “利托里奥”号/“意大利”号 （） | 9门15英寸（381）舰炮 | 11英寸（279） | 45,236長噸（45,962公噸） | 4轴，4台齿轮传动涡轮机，128,200匹軸馬力（95,600千瓦特），30節（56每小時；35英里每小時） | 1934年10月28日 | 1940年5月6日  | 1948年至1955年间拆解 |
| “维托里奥·维内托”号 （）     | 9门15英寸（381）舰炮 | 11英寸（279） | 45,029長噸（45,752公噸） | 4轴，4台齿轮传动涡轮机，128,200匹軸馬力（95,600千瓦特），30節（56每小時；35英里每小時） | 1934年10月28日 | 1940年4月28日 | 1948年至1951年间拆解 |
| “罗马”号 （）                | 9门15英寸（381）舰炮 | 11英寸（279） | 45,485長噸（46,215公噸） | 4轴，4台齿轮传动涡轮机，128,200匹軸馬力（95,600千瓦特），30節（56每小時；35英里每小時） | 1938年9月18日  | 1942年6月14日 | 1943年沉没           |
| “帝国”号 （）                | 9门15英寸（381）舰炮 | 11英寸（279） | 45,236長噸（45,962公噸） | 4轴，4台齿轮传动涡轮机，128,200匹軸馬力（95,600千瓦特），30節（56每小時；35英里每小時） | 1938年5月14日  | ー            | 1948年至1950年间拆解 |

## 脚注

### 引文
1. 1 2  张恩东 2018，第246頁.
2. ↑  史蒂夫，第22頁
3. 1 2 3 4  史蒂夫，第264頁
4. 1 2  张恩东 2018，第247頁.
5. ↑  章騫（2013年），第26頁
6. 1 2  海陆空天惯性世界 2004 12M，第27頁
7. 1 2  江泓 & 英国战列舰全史 1906-1914，第2頁
8. ↑  章騫（2013年），第12頁
9. 1 2 3  张恩东 2018，第248頁.
10. 1 2  Gardiner，第343–344頁
11. ↑  Hore，第78–81頁
12. 1 2 3  Beehler，第9頁
13. ↑  Beehler，第27–29, 66–68, 74–76頁
14. ↑  日本海人社 & 世界近代战列舰史，第61頁
15. ↑  布鲁斯·泰勒 2021，第548頁
16. 1 2 3  海陆空天惯性世界 2004 12M，第28頁
17. 1 2 3  Preston，第175頁
18. ↑  日本海人社 & 世界近代战列舰史，第66頁
19. 1 2  Gardiner & Gray，第259–260頁
20. 1 2  Halpern 1995，第141–142頁
21. 1 2  日本海人社 & 世界近代战列舰史，第62頁
22. 1 2  Whitley，第157–158頁
23. ↑  史蒂夫，第48頁
24. ↑  章騫（2013年），第312頁
25. ↑  Hocking，第79頁
26. ↑  Hocking，第583頁
27. ↑  Whitley，第169–170頁
28. ↑  Garzke & Dulin，第374頁
29. ↑  Goldstein & Maurer，第225頁
30. 1 2 3 4 5 6 7 8 9 10 11 12 13 14 15 16  Gardiner & Gray，第259頁
31. 1 2  Goldstein & Maurer，第226頁
32. ↑  日本海人社 & 世界近代战列舰史，第196頁
33. ↑  Whitley，第174–177頁
34. ↑  Whitley，第178頁
35. ↑  Whitley，第175–178頁
36. ↑  Gröner，第ix頁
37. 1 2 3 4 5 6 7 8 9 10 11 12 13 14 15 16  Gardiner，第343頁
38. ↑  Hore，第79頁
39. ↑  Beehler，第74–75頁
40. ↑  史蒂夫，第110頁
41. ↑  日本海人社出版 2014，第48頁
42. ↑  Hore，第79–80頁
43. ↑  Beehler，第66–68頁
44. ↑  Hore，第81頁
45. ↑  Gardiner，第336, 344頁
46. ↑  Beehler，第27–29, 74–76頁
47. ↑  Halpern 2004，第20頁
48. 1 2 3 4 5 6 7  Gardiner，第344頁
49. ↑  史蒂夫，第300頁
50. ↑  章騫（2013年），第311頁
51. ↑  史蒂夫，第237頁
52. ↑  Gardiner & Gray，第21–23頁
53. ↑  日本海人社 & 世界近代战列舰史，第74頁
54. ↑  Giorgerini，第268頁
55. ↑  日本海人社 & 世界近代战列舰史，第58頁
56. ↑  海陆空天惯性世界 2004 12M，第29頁
57. ↑  Giorgerini，第268–270, 272頁
58. ↑  Giorgerini，第277頁
59. ↑  Preston，第176頁
60. ↑  Cernuschi & O'Hara，第81–93頁
61. ↑  Whitley，第161–162頁
62. ↑  Brescia，第59頁
63. ↑  海陆空天惯性世界 2004 12M，第37頁
64. ↑  McLaughlin，第419, 422–423頁
65. 1 2  海陆空天惯性世界 2004 12M，第31頁
66. ↑  Giorgerini，第278頁
67. ↑  Gardiner & Chesneau，第284頁
68. ↑  Fraccaroli，第16頁
69. ↑  Whitley，第165, 167頁
70. ↑  Whitley，第166, 168頁
71. ↑  Whitley，第167–168頁
72. 1 2 3 4 5 6 7 8 9 10 11 12 13  Gardiner & Gray，第260頁
73. ↑  海陆空天惯性世界 2004 12M，第32頁
74. ↑  日本海人社 & 世界近代战列舰史，第94頁
75. ↑  Cernuschi & O'Hara，第63頁
76. ↑  Cernuschi & O'Hara，第67頁
77. ↑  海陆空天惯性世界 2004 12M，第32-33頁
78. ↑  Stille，第23頁
79. ↑  Whitley，第169頁
80. ↑  舰船知识 1996.6，第36頁
81. ↑  Gardiner & Chesneau，第289–290頁
82. 1 2 3 4 5 6 7  Gardiner & Chesneau，第289頁
83. ↑  Whitley，第172–178頁